# Leon Ware
Pour les articles homonymes, voir Ware.
Leon Ware, né le 16 février 1940 à Détroit et mort le 23 février 2017 à Marina Del Rey, est un artiste et compositeur américain.
En plus d'une carrière solo, Ware est surtout connu pour avoir produit des succès pour d'autres artistes dont Michael Jackson, Quincy Jones, Maxwell, Minnie Riperton et Marvin Gaye, coproduisant l'album de ce dernier, I Want You.